# 25 octobre 1965
Le lundi 25 octobre 1965 est le 298e jour de l'année 1965.

## Naissances
- Derrick Rostagno, joueur de tennis américain
- Dominique Herr, footballeur suisse
- Frieda Zamba, surfeuse professionnelle américaine
- Luis Jara, chanteur, acteur et présentateur de télévision chilien
- Mathieu Amalric, acteur et réalisateur français
- Maury Travis (mort le 10 juin 2002), tueur en série américain
- Maxime Lombardini, homme d'affaires français
- Pap Ndiaye, historien français
- Rainer Strecker, acteur allemand
- Too Cold Scorpio, catcheur américain
- Valdir Benedito, footballeur brésilien
- Welcome Ncita, boxeur sud-africain

## Décès
- Eduard Einstein (né le 28 juillet 1910), fils du physicien allemand Albert Einstein
- Hans Knappertsbusch (né le 12 mars 1888), chef d'orchestre allemand
- Jean Le Bail (né le 26 février 1904), personnalité politique française

## Événements
- Fin du sommet de l’OUA à Accra, boycotté par huit pays francophones hostiles à Kwame Nkrumah (Côte d'Ivoire, Dahomey, Gabon, Haute-Volta, Madagascar, Niger, Tchad et Congo Brazzaville).
  - Déclaration sur la subversion qui interdit aux membres de l’OUA toute intervention dans les affaires d’autres États.
  - Résolutions contre le gouvernement de la minorité blanche en Rhodésie du Sud.
  - Boycott total de l’Afrique du Sud.